# Тимончини, Дайгоро
Дайгоро Тимончини (итал. Daigoro Timoncini; 13 декабря 1985, Фаэнца, Италия) — итальянский борец греко-римского стиля, призёр чемпионата Европы, участник трёх Олимпийских игр.

## Карьера
Борьбой начал заниматься с 1994 года. Является серебряный призером чемпионата мира среди студентов 2010 года. Выступает за борцовский клуб «Gruppo Sportivo Forestale». Работает полицейским. 18 сентября 2007 года на чемпионате мира в Баку, уступил в схватке за бронзовую медаль Мареку Швецу из Чехии, занял 5 место, что позволило ему квалифицироваться на Олимпиаду в Пекин. 14 августа 2008 года в Пекине на Олимпиаде выступал в весовой категории до 96 кг, где в квалификации победил Кэндзо Като из Японии, а в 1/8 финала уступил будущему победителю Асланбеку Хуштову из России, получил право выступить в утешительном раунде, где проиграл казахстанцу Асету Мамбетову, заняв итоговое 10 место. 7 августа 2012 года на Олимпийских играх в Лондоне в 1/8 финала уступил Артуру Алексаняну из Армении, заняв в итоге 17 место. 16 августа 2016 года в Рио-де-Жанейро на Олимпиаде в 1/8 финала уступил будущему победителю Алексаняну, в утешительном раунде он проиграл Алину Алексук-Чурариу из Румынии, заняв в итоговом протоколе 12 место. 14 апреля 2019 года в Бухаресте, победив в схватке за 3 место Фатиха Башкёя из Турции, завоевал бронзовую медаль чемпионата Европы. 